# Schwedische Meisterschaften im Skispringen 2015

Logo des Schwedischen Skiverbands

Die schwedischen Meisterschaften im Skispringen 2015 fanden am 14. und 15. Februar 2015 auf der Normalschanze von Örnsköldsvik (Paradiskullen, HS100) und auf der Großschanze von Sollefteå (Hallstabacken, HS120) statt.
Wenige Tage später begannen die Skiweltmeisterschaften 2015 in Falun. Für diese wurden für den Einzelwettbewerb Carl Nordin, Christian Inngjerdingen und Jonas Sandell nominiert.

## Ergebnisse

### Einzel Herren Normalschanze
| Platz | Sportler                | Weite 1 | Weite 2 | Punkte |
| ----- | ----------------------- | ------- | ------- | ------ |
| 1     | Christian Inngjerdingen | 093,0 m | 097,0 m | 244,5  |
| 2     | Josef Larsson           | 099,0 m | 089,0 m | 232,0  |
| 2     | Carl Nordin             | 092,5 m | 090,0 m | 232,0  |

### Einzel Herren Großschanze
| Platz | Sportler      | Weite 1 | Weite 2 | Punkte |
| ----- | ------------- | ------- | ------- | ------ |
| 1     | Carl Nordin   | 109,0 m | 109,5 m | 235,0  |
| 2     | Josef Larsson | 104,0 m | 102,0 m | 206,0  |
| 3     | Isak Grimholm | 097,0 m | 102,0 m | 194,9  |